# Астріт Айдаревіч
Астріт Айдаревіч (швед. Astrit Ajdarević, алб. Astrit Ajdareviq, нар. 17 квітня 1990, Приштина) — албанський і шведський футболіст косовського походження, півзахисник.

## Клубна кар'єра
Народився в місті Приштина, СФРЮ (нині — Косово). Батько Астріта, Агім Айдаревіч, був футболістом і виступав за «Спартак» (Суботиця) в югославській Першій лізі, після чого разом з сином переїхав до Швеції в 1992 році, де незабаром підписав контракт з «Фалькенбергс ФФ». Вихованцем цього ж клубу став і його син Астріт, який потрапив сюди 2000 року транзитом через клуб «Ріна ІФ».
У сезоні 2006 року був заявлений за першу команду «Фалькенбергса» під 23 номером. Дебютував 18 травня 2006 року в матчі Кубка Швеції проти клубу «Енчопінг», зробив дубль у цій грі. У лізі Супереттан, другому дивізіоні Швеції, дебютував 10 липня 2006 року в матчі проти «Сундсвалля», Айдаревіч вийшов на заміну на 89-й хвилині гри.
У грудні 2006 року був на перегляді в академії «Ліверпуля» та 11 січня 2007 року перейшов в неї, сума трансферу склала близько 2-3 млн шведських крон. Протягом двох наступних років Астріт виступав за молодіжні команди «червоних» і 2007 року виграв Молодіжний кубок Англії, проте так і не пробився до першої команди.
26 березня 2009 року «Ліверпуль» віддав Айдаревіча в оренду клубу «Лестер Сіті». Влітку 2009 року підписав контракт з «Лестером» на сезон 2009/10. У сезоні 2009/10 не провів за «Лестер» жодного матчу. З 25 березня до 1 червня 2010 року був в оренді в клубі «Герефорд Юнайтед», де лише раз вийшов на заміну, після чого влітку 2010 року на правах вільного агента покинув Англію.
В червні 2010 року підписав контракт з клубом «Еребру». Дебютував за «Еребру» 18 липня 2010 року в матчі проти «Ельфсборга» і забив гол у цьому матчі.
12 листопада 2010 року Астріт розірвав контракт з «Еребру» і перейшов в «Норрчепінг», контракт був розрахований на 4 роки із зарплатою 1 млн крон на рік і 6 млн крон «підйомних». У новій команді Айдаревіч провів півтора року, зігравши у 40 матчах Аллсвенскан.
3 липня 2012 року перейшов у бельгійський «Стандард» (Льєж), сума трансферу склала близько 14 млн крон. Проте у новому клубі Астріт не зміг закріпитися в основному складі і 3 січня 2014 року «Стандард» віддав Айдаревіча в оренду до англійського клубу «Чарльтон Атлетик», за який він зіграв 19 матчів в Чемпіоншипі. Сезон 2014/15 Айдаревіч знову почав як запасний «Стандарда». 5 серпня 2014 року дебютував у єврокубках, вийшовши на заміну в відповіддю матчі третього відбіркового раунду Ліги чемпіонів проти грецького клубу «Панатінаїкос». Не грав з 26 серпня до 27 грудня 2014 року через проблему зі здоров'ям.
19 лютого 2015 року «Стандард» віддав Айдаревіча в оренду в «Гельсінгборг». Астріт дебютував за клуб Хенріка Ларссона 1 березня 2015 року в матчі 1-го туру групового етапу Кубка Швеції проти «Вестероса» і в цій грі відкрив рахунок.
Всього виступав за команду до літа 2015 року, після чого розірвав контракт з «Стандардом» і на правах вільного агента став гравцем «Еребру», кольори якого захищав півтора сезони.
13 грудня 2016 року перебрався до Греції, де уклав контракт терміном на 2,5 роки з клубом АЕК. Повінстю відіграв за афінський клуб передбачений угодою термін, хоча гравцем основного складу його команди не став, взявши участь за цей час у 51 матчі в усіх турнірах.
З лютого 2019 по серпень 2020 року захищав кольори шведського «Юргордена», в якому також був здебільшого гравцем ротації. В сезоні 2019 року став у його складі чемпіоном Швеції.

## Виступи за збірні
Виступав за юніорські та юнацькі збірні Швеції всіх рівнів. Перший збір у складі юніорської (до 15 років) збірної провів 1-4 серпня 2005 року. Перший матч за юніорську збірну провів 23 серпня 2005 року, це був товариський матч з однолітками з Фінляндії. Через 2 дні, у матчі з Фінляндією, забив свій перший гол за юніорську збірну. У відбірковому турнірі до юнацькому (до 17 років) чемпіонату Європи 2007 року провів 6 матчів і забив гол з пенальті у ворота Польщі.
У відбірковому турнірі до юнацького (до 19 років) чемпіонату Європи 2009 року також провів 6 матчів, у двох перших іграх був капітаном команди.
24 травня 2011 року Томмі Седерберг і Хокан Еріксон вперше викликали Айдаревіча в молодіжну (до 21 року) збірну Швеції на товариські матчі з Норвегією і Сербією. Матч з Норвегією 2 червня 2011 року став для Айдаревіча дебютним у молодіжній збірній, Астрі відіграв всі 90 хвилин на позиції центрального півзахисника. У відбірковому турнірі до молодіжного (до 21 року) чемпіонату Європи 2013 року провів 9 матчів (з 12) і забив по голу в ворота Мальти (з пенальті) та України. Крім 9 відбіркових матчів провів за молодіжну збірну 5 товариських ігор.
2017 року прийняв запрошення захищати кольори національної збірної Албанії, у складі якої у листопаді того ж року провів свою єдину офіційну гру.

### Статистика виступів за збірну
| Дата       | Місто   | Господарі | Результат | Гості   | Турнір           | Голи | Примітки |
| ---------- | ------- | --------- | --------- | ------- | ---------------- | ---- | -------- |
| 13-11-2017 | Анталія | Туреччина | 2 – 3     | Албанія | товариський матч | -    | 81'      |
| Усього     |         | Матчів    | 1         |         | Голів            | 0    |          |

## Досягнення
- Чемпіон Греції (1):

АЕК: 2017-18
- Чемпіон Швеції (1):

«Юргорден»: 2019
- Володар Молодіжного кубка Англії: 2007